# Alisher Yusupov
Alisher Yusupov (27 de novembro de 1998) é um judoca uzbeque. Foi medalhista de bronze nos Jogos Olímpicos de Verão de 2024 em Paris.
Yusupov é medalhista de bronze no Grand Slam de Judô de Osaka 2019 na categoria +100 kg.